# 유 (시호)
유는 시호에 쓰이는 글자다. 상통하지 않는 두 글자 유(幽)와 유(謬)가 있다. 유(幽)는 《일주서》 〈시법해〉에는 조고운위(蚤孤隕位), 옹알불통(雍遏不通), 동정난상(動靜亂常)을 일컫는다 한다. 유(謬)는 흔히 유(繆)와 통하여 쓰이며(사실 이 시호 글자의 본음은 무이나 한국 속음이 류이므로 유로 적는다) 명여실상(名與實爽)을 일컫는다 한다.

## 유황제(幽皇帝)
- 전연 유제(모용위)
- 북요 유제(야율아리)

## 유왕(幽王)
- 서주 유왕
- 초 유왕
- 전한 조유왕 유우

## 유왕(謬王)
- 전한 광천유왕 유제

## 유공(幽公)
- 노 유공
- 정 유공
- 진 유공
- 진 유공

## 유후(幽侯)
- 전한 벽양유후 심이기

## 유후(謬侯)
- 전한 양성유후 유덕
- 전한 부평유후 장발

## 유백(幽伯)
- 소 유백
- 조 유백